# Gibbon (Minnesota)
Gibbon es una ciudad situada en el condado de Sibley, Minnesota, Estados Unidos. Tiene una población estimada, a mediados de 2022, de 783 habitantes.

## Geografía
La localidad está ubicada en las coordenadas 44°32′00″N 94°31′27″O / 44.53333, -94.52417 (44.533228, -94.524219). Según la Oficina del Censo, tiene una superficie de 1.72 km², correspondientes en su totalidad a tierra firme.

## Demografía
Según el censo de 2020, en ese momento había 784 personas residiendo en la localidad. La densidad de población era de 455.81 hab./km². El 87.24% de los habitantes eran blancos, el 0.77% eran afroamericanos, el 1.02% eran amerindios, el 0.51% eran asiáticos, el 0.13% era isleño del Pacífico, el 4.34% eran de otras razas y el 5.99% eran de una mezcla de razas. Del total de la población, el 13.01% eran hispanos o latinos de cualquier raza.